# 日光 (小惑星)
日光（にっこう、1185 Nikko）は小惑星帯に位置する小惑星。1927年11月17日に及川奥郎が東京天文台で発見した。
栃木県の日光（発見当時は日光市）に因んで名付けられた。